# Schlichem

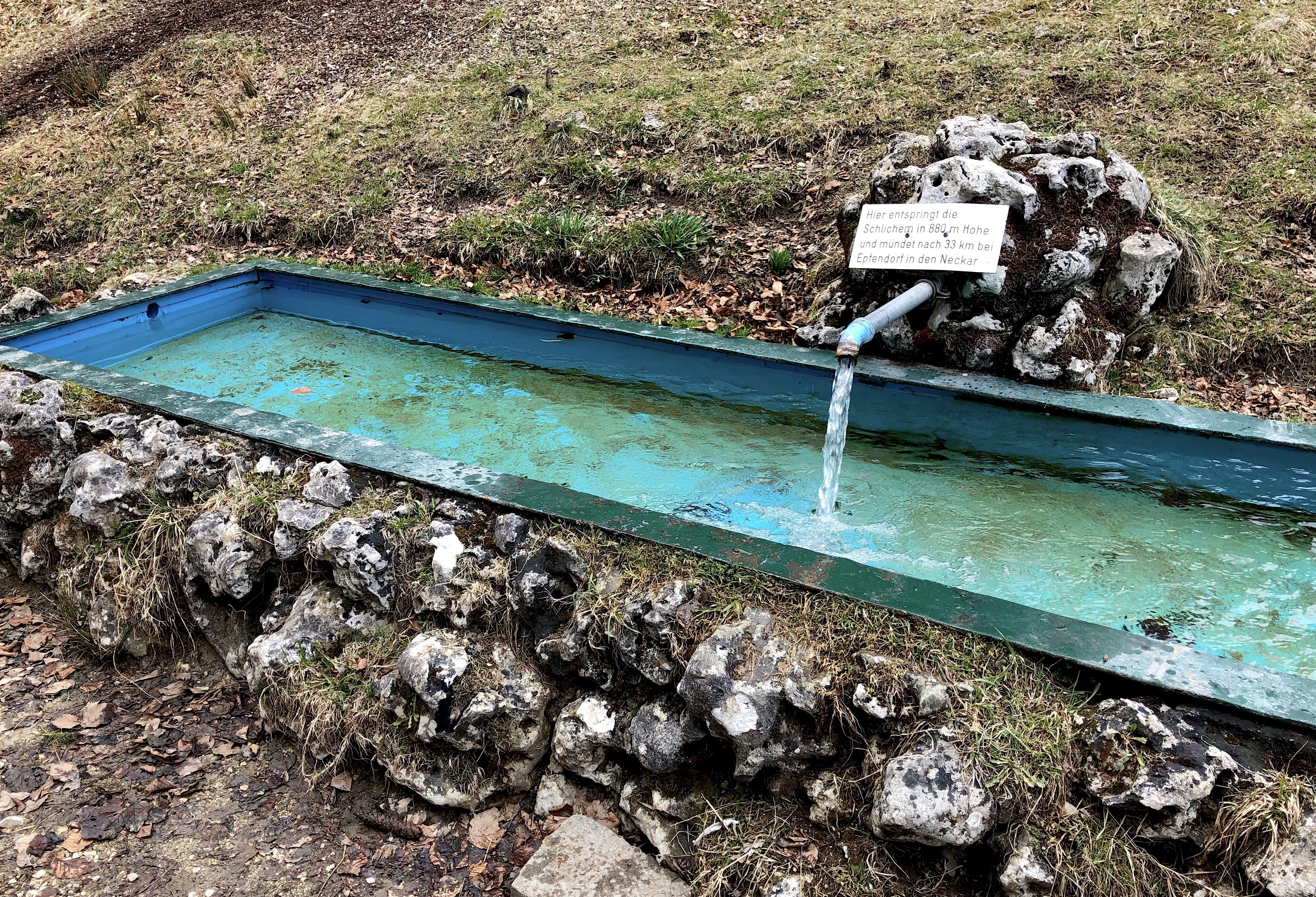
Die Quelle der Schlichem bei Tieringen

| Zuläufe und Bauwerke \| Schlichem \| Schlichem \| Schlichem \| Schlichem \| Schlichem \| \| --------- \| ------------------------------------------ \| --------- \| ---------------------- \| --------- \| \| Legende \| \| \| \| \| \| \| Schlichemursprung \| \| \| \| \| \| Tieringen \| \| Tieringen \| \| \| \| Hinter Burg \| \| Hinter Burg \| \| \| \| \| \| \| \| \| \| \| \| \| \| \| \| L440 \| \| L440 \| \| \| \| \| \| \| \| \| \| K7170 \| \| K7170 \| \| \| \| \| \| Böllatgraben \| \| \| \| Engenbach \| \| \| \| \| \| \| \| Reutegraben \| \| \| \| Rötegrabenbach \| \| \| \| \| \| Hausen am Tann \| \| Hausen am Tann \| \| \| \| \| \| \| \| \| \| Waldhausbach \| \| \| \| \| \| \| \| \| \| \| \| K7170 \| \| K7170 \| \| \| \| K7170 \| \| K7170 \| \| \| \| \| \| Schlichembach \| \| \| \| \| \| NN \| \| \| \| \| \| \| \| \| \| \| \| Ratshauser See \| \| \| \| \| \| NN \| \| \| \| Steinlegraben \| \| \| \| \| \| Ratshausen \| \| Ratshausen \| \| \| \| Vorderer Wiesenweg \| \| Vorderer Wiesenweg \| \| \| \| K7170 \| \| K7170 \| \| \| \| \| \| Egertbächle \| \| \| \| Schlichemstraße \| \| Schlichemstraße \| \| \| \| \| \| Wettebach \| \| \| \| Talgraben \| \| \| \| \| \| \| \| Mittelbach \| \| \| \| Bei der Mühle \| \| Bei der Mühle \| \| \| \| K7170 \| \| K7170 \| \| \| \| Holzingerberggraben \| \| \| \| \| \| \| \| Obere Säge \| \| \| \| \| \| Weilenbach \| \| \| \| \| \| \| \| \| \| K7170 \| \| K7170 \| \| \| \| Hätzenbolgraben \| \| \| \| \| \| \| \| Reisbruckgraben \| \| \| \| \| \| \| \| \| \| \| \| \| \| \| \| Hölzlegraben \| \| \| \| \| \| \| \| Scheubühlgraben \| \| \| \| Bahn \| \| Bahn \| \| \| \| \| \| Räßentälebach \| \| \| \| Schlichemtalsperre \| \| \| \| \| \| \| \| Schömberg \| \| \| \| Haldenstraße \| \| Haldenstraße \| \| \| \| B27 \| \| B27 \| \| \| \| Galgenbühlgraben \| \| \| \| \| \| Tiefer Sulzgraben \| \| \| \| \| \| \| \| Schönhager-Lochbrunnen \| \| \| \| Dautmergen \| \| Dautmergen \| \| \| \| \| \| Erlenwiesengraben \| \| \| \| \| \| Sulzgraben \| \| \| \| K7132 \| \| K7132 \| \| \| \| Hohler Graben \| \| \| \| \| \| \| \| \| \| \| \| Golterngraben Triebwerkskanal Fischermühle \| \| \| \| \| \| \| \| Weiherbach \| \| \| \| \| \| \| \| \| \| \| \| \| \| \| \| Erlenbach Bernstnecker Mühlbach \| \| \| \| \| \| \| \| \| \| \| \| \| \| \| \| \| \| \| \| \| \| \| \| Kreisgrenze \| \| \| \| \| \| Heimbach \| \| \| \| \| \| \| \| \| \| \| \| \| \| \| \| \| \| Rotenzimmern \| \| Rotenzimmern \| \| \| \| K5562 \| \| K5562 \| \| \| \| K5562 \| \| K5562 \| \| \| \| \| \| NN \| \| \| \| \| \| \| \| \| \| Augraben \| \| \| \| \| \| Böhringen \| \| Böhringen \| \| \| \| K5562 \| \| K5562 \| \| \| \| \| \| \| \| \| \| \| \| \| \| \| \| \| \| Schwarzenbach \| \| \| \| A81 \| \| A81 \| \| \| \| \| \| \| \| \| \| \| \| \| \| \| \| \| \| \| \| \| \| \| \| \| \| \| \| \| \| \| \| \| \| \| \| \| \| \| \| \| \| \| \| \| \| \| \| \| \| \| \| \| \| \| \| \| \| \| \| \| \| \| Neckar \| \| \| \| \| |                                            |  |                        |  |
| Schlichem |                                            |  |                        |  |
| Legende |                                            |  |                        |  |
| | Schlichemursprung                          |  |                        |  |
| | Tieringen                                  |  | Tieringen              |  |
| | Hinter Burg                                |  | Hinter Burg            |  |
| |                                            |  |                        |  |
| |                                            |  |                        |  |
| | L440                                       |  | L440                   |  |
| |                                            |  |                        |  |
| | K7170                                      |  | K7170                  |  |
| |                                            |  | Böllatgraben           |  |
| | Engenbach                                  |  |                        |  |
| |                                            |  | Reutegraben            |  |
| | Rötegrabenbach                             |  |                        |  |
| | Hausen am Tann                             |  | Hausen am Tann         |  |
| |                                            |  |                        |  |
| | Waldhausbach                               |  |                        |  |
| |                                            |  |                        |  |
| | K7170                                      |  | K7170                  |  |
| | K7170                                      |  | K7170                  |  |
| |                                            |  | Schlichembach          |  |
| |                                            |  | NN                     |  |
| |                                            |  |                        |  |
| |                                            |  | Ratshauser See         |  |
| |                                            |  | NN                     |  |
| | Steinlegraben                              |  |                        |  |
| | Ratshausen                                 |  | Ratshausen             |  |
| | Vorderer Wiesenweg                         |  | Vorderer Wiesenweg     |  |
| | K7170                                      |  | K7170                  |  |
| |                                            |  | Egertbächle            |  |
| | Schlichemstraße                            |  | Schlichemstraße        |  |
| |                                            |  | Wettebach              |  |
| | Talgraben                                  |  |                        |  |
| |                                            |  | Mittelbach             |  |
| | Bei der Mühle                              |  | Bei der Mühle          |  |
| | K7170                                      |  | K7170                  |  |
| | Holzingerberggraben                        |  |                        |  |
| |                                            |  | Obere Säge             |  |
| |                                            |  | Weilenbach             |  |
| |                                            |  |                        |  |
| | K7170                                      |  | K7170                  |  |
| | Hätzenbolgraben                            |  |                        |  |
| |                                            |  | Reisbruckgraben        |  |
| |                                            |  |                        |  |
| |                                            |  |                        |  |
| | Hölzlegraben                               |  |                        |  |
| |                                            |  | Scheubühlgraben        |  |
| | Bahn                                       |  | Bahn                   |  |
| |                                            |  | Räßentälebach          |  |
| | Schlichemtalsperre                         |  |                        |  |
| |                                            |  | Schömberg              |  |
| | Haldenstraße                               |  | Haldenstraße           |  |
| | B27                                        |  | B27                    |  |
| | Galgenbühlgraben                           |  |                        |  |
| | Tiefer Sulzgraben                          |  |                        |  |
| |                                            |  | Schönhager-Lochbrunnen |  |
| | Dautmergen                                 |  | Dautmergen             |  |
| |                                            |  | Erlenwiesengraben      |  |
| |                                            |  | Sulzgraben             |  |
| | K7132                                      |  | K7132                  |  |
| | Hohler Graben                              |  |                        |  |
| |                                            |  |                        |  |
| | Golterngraben Triebwerkskanal Fischermühle |  |                        |  |
| |                                            |  | Weiherbach             |  |
| |                                            |  |                        |  |
| |                                            |  |                        |  |
| | Erlenbach Bernstnecker Mühlbach            |  |                        |  |
| |                                            |  |                        |  |
| |                                            |  |                        |  |
| |                                            |  |                        |  |
| | Kreisgrenze                                |  |                        |  |
| | Heimbach                                   |  |                        |  |
| |                                            |  |                        |  |
| |                                            |  |                        |  |
| | Rotenzimmern                               |  | Rotenzimmern           |  |
| | K5562                                      |  | K5562                  |  |
| | K5562                                      |  | K5562                  |  |
| |                                            |  | NN                     |  |
| |                                            |  |                        |  |
| | Augraben                                   |  |                        |  |
| | Böhringen                                  |  | Böhringen              |  |
| | K5562                                      |  | K5562                  |  |
| |                                            |  |                        |  |
| |                                            |  |                        |  |
| |                                            |  | Schwarzenbach          |  |
| | A81                                        |  | A81                    |  |
| |                                            |  |                        |  |
| |                                            |  |                        |  |
| |                                            |  |                        |  |
| |                                            |  |                        |  |
| |                                            |  |                        |  |
| |                                            |  |                        |  |
| |                                            |  |                        |  |
| |                                            |  |                        |  |
| |                                            |  |                        |  |
| |                                            |  |                        |  |
| Neckar |                                            |  |                        |  |

Die Schlichem ist ein 34 km langer Fluss im Zollernalbkreis und dem Landkreis Rottweil in Baden-Württemberg, der nach ungefähr westlichem Lauf bei Epfendorf von rechts in den oberen Neckar mündet.

## Name
Im Jahr 1334 wurde das Flüsschen als Schlichinn zum ersten Mal schriftlich erwähnt. Der Name leitet sich wahrscheinlich vom althochdeutschen Wort slih für „Furche“ ab. Das Benennungsmotiv dürfte sich von der Schlichemklamm herleiten.

## Geographie

### Verlauf
Die Quelle der Schlichem liegt 1,5 Kilometer nördlich von Tieringen (Stadtteil von Meßstetten) auf einer Höhe von 880 m ü. NN. Das Flüsschen nähert sich bald in der Ortsmitte von Tieringen der Europäischen Wasserscheide auf circa 50 Meter. Jenseits von dieser entspringt ebenfalls auf Tieringer Gemarkung die Obere Bära, die zur Donau fließt.
Auf ihrem 34,4 Kilometer langen Weg nach Westen durch die Schwäbische Alb, das Albvorland und die Gäulandschaft beidseits des Neckarlaufs durchquert oder streift die Schlichem folgende Orte und Gemeinden (in Klammern jeweils die ungefähre Flusshöhe im geschlossenen Siedlungsbereich des Ortes):
- Tieringen (815-790 m ü. NHN)
- Hausen am Tann (725-715 m ü. NHN)
- Ratshausen (672-660 m ü. NHN)
- Schömberg (635-628 m ü. NHN; die Stadt liegt bis auf wenige Gebäude links über dem Fluss)
- Dautmergen (600-595 m ü. NHN)
- Täbingen (587 m ü. NHN an der Fischermühle; das Dorf selbst liegt links auf der Höhe um den zufließenden Weihergraben)
- Rosenfeld-Leidringen (577-570 m ü. NHN zwischen Micheles- und Brestneckermühle; das Dorf selbst liegt rechts über dem Talhang)
- Dietingen-Rotenzimmern (505-502 m ü. NHN)
- Dietingen-Böhringen (494-492 m ü. NHN; 480 m ü. NHN an Böhringer Mühle)
- Epfendorf-Harthausen (492 m ü. NHN an Ramsteiner Mühle; das Dorf selbst liegt talfern auf der rechten Hochebene)
- Epfendorf (415 m ü. NHN bei Butschhof; die Stadt selbst liegt gegenüber der Mündung)

Bei Schömberg wird die Schlichem durch die Schlichemtalsperre auf 643,8 m ü. NHN zu einem Stausee aufgestaut, der auch als Badesee ausgebaut ist. Er wird vom Schlichem-Viadukt der Bahnstrecke Balingen–Schömberg (früher Bahnstrecke Balingen-Rottweil) überquert.
Östlich gegenüber von Epfendorf mündet die Schlichem rund zwei Kilometer unterhalb der so genannten Schlichemklamm (lokaler Name Schlichem-Gumpen) im sich bis hinab zu diesem ziehenden Naturschutzgebiet Schlichemtal von rechts in den oberen Neckar.

### Einzugsgebiet
Das knapp 109 km² große Einzugsgebiet der Schlichem grenzt im Nordwesten an dasjenige des kleinen abwärtigen Neckar-Zuflusses Schenkenbach. Hinter der anschließenden, sehr langen Wasserscheide im Nordosten konkurriert zunächst die Stunzach, dann länger deren Vorfluter Eyach. Im Südosten läuft die schon erwähnte Obere Bära über die Bära zur Donau, dann an der linken Wasserscheide zunächst im Süden der rechte Bära-Oberlauf Untere Bära. Im Südwesten streben einige jenseitige Bäche wieder von rechts zum Neckar, erwähnenswert darunter sind nacheinander die mittelgroße Starzel und der kleine Weiherbach, die über die Prim zu diesem abfließen, und der direkte Zufluss Wettebach.
Die größten Höhen im Einzugsgebiet erheben sich über die Hochflächen beidseits des Oberlauftals in der Alb, die oft über 950 m ü. NHN liegen. Der höchste Punkt ist der bewaldete Gipfel des Rainen südöstlich von Ratshausen auf 1006,4 m ü. NHN, über den die südliche Wasserscheide zieht. Die ähnlich hohe rechte Wasserscheide am oberen Laufabschnitt mit 1000,1 m ü. NHN auf dem Gipfel Gespaltener Fels der Schafberg-Hochebene reicht knapp über die 1000-Meter-Grenze.

### Zuflüsse und Seen

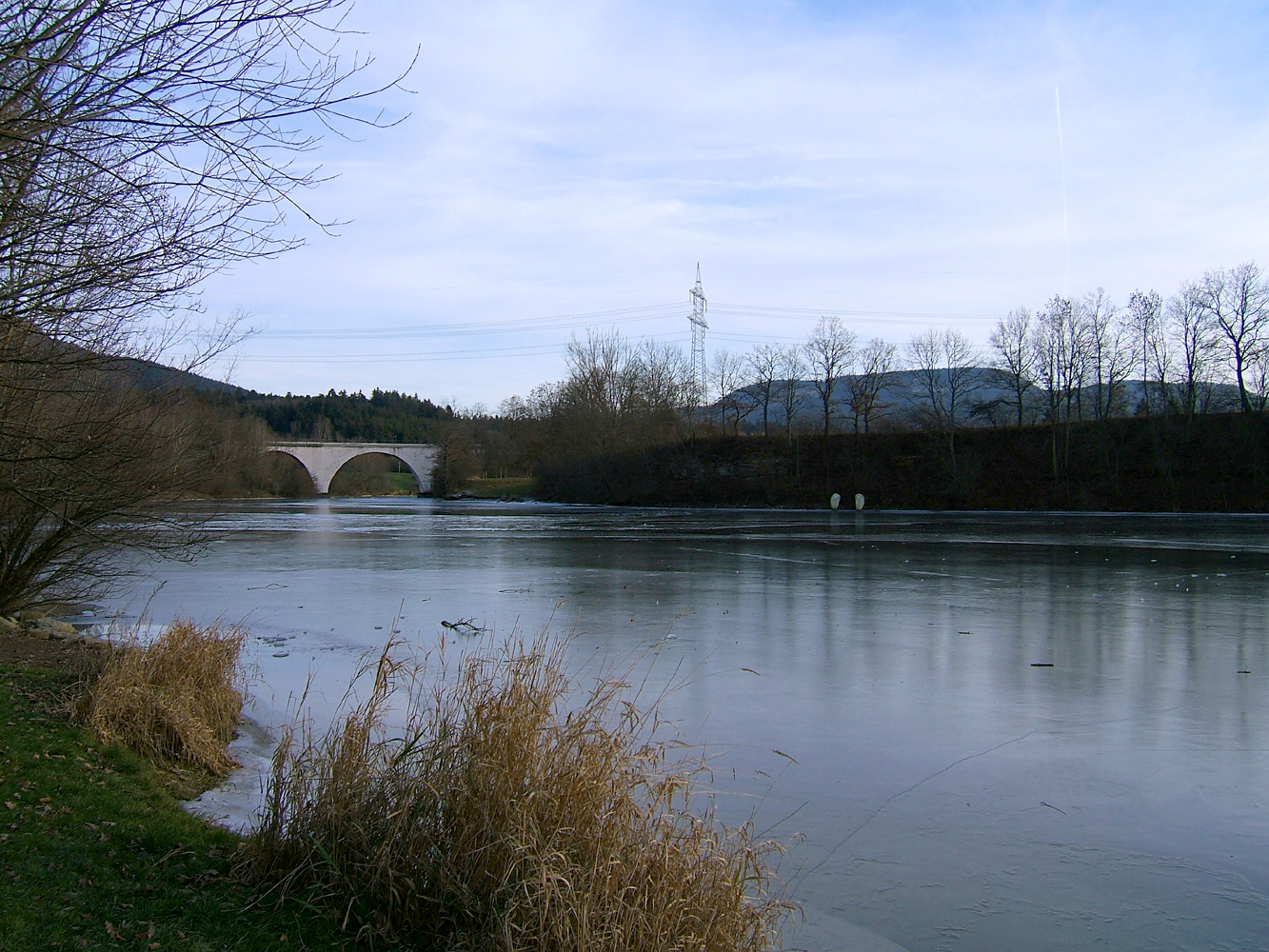
Schlichemtalsperre bei Schömberg

Bei weitem größter Nebenfluss ist der dem Unterlauf von links und aus dem Südosten zulaufende, mitsamt seinem Oberlaufstrang etwa 14 km lange Schwarzenbach, der im Albvorland südlich von Schömberg entsteht und etwa ein Viertel des Gesamteinzugsgebietes beiträgt.
Liste der Zuflüsse und  Seen von der Quelle zur Mündung. Gewässerlänge, Seefläche und Einzugsgebiet und Höhe nach den entsprechenden Layern auf der Onlinekarte der LUBW. Andere Quellen für die Angaben sind vermerkt. In Klammern stehende Gewässerbezeichnungen sind keine Eigennamen, sondern beschreibend. In der Regel ohne Mühlkanäle.
Die auf Karten als Ursprung der Schlichem ausgewiesene Quelle liegt auf etwa 885 m ü. NHN etwa 1,5 km nördlich der Ortsmitte von Meßstetten-Tieringen. Das Gewässer fließt zunächst südlich.
- Böllatgraben, von links und Süden auf etwa 775 m ü. NHN etwas westlich von Tieringen, 0,8 km und ca. 0,5 km².[10] Entsteht auf etwa 855 m ü. NHN am Hang nördlich-unterhalb des Meßstettener Heidenhofs. Hier ist die Schlichem nach ihrer Rechtskurve durch Tieringen schon auf Westlauf.
- Engenbach, von rechts und Norden auf etwa 766 m ü. NHN an zwei letzten Gebäuden Tieringens in Außerdorflage, 0,5 km und ca. 0,4 km².[10] Entsteht auf über 835 m ü. NN neben der Steigenstrecke der L 440 von Tieringen nach Weilstetten.
- Reutegraben, von links und Süden auf etwa 705 m ü. NHN, 0,9 km und ca. 0,6 km².[10] Entsteht auf über 850 m ü. NHN am Waldhang nordöstlich des Stromelsberges und läuft fast ganz im Wald.
- Rötegrabenbach, von rechts und Nordnordwesten auf etwa 743 m ü. NHN, 2,0 km und ca. 3,0 km².[10] Entsteht auf etwa 857 m ü. NHN in einer Talbucht zwischen Lochenstein (963,6 m ü. NHN[11]) und Wenzelstein (951,7 m ü. NHN[11]) südwestlich von diesem. Ist bald Gemeindegrenzbach von Meßstetten zu Hausen am Tann.
- Waldhausbach, von rechts und Nordwesten auf etwa 719 m ü. NHN nach Durchqueren von Hausen am Tann am Ortsrand, 2,9 km und 3,5 km². Entsteht auf etwa 895 m ü. NHN am oberen Osthang der Plettenberg-Hochebene (bis 998,6 m ü. NHN[11]).
- Schlichembach, mit rechtem Oberlauf Kleiner Schlichembach, von links und Südsüdosten auf 695,3 m ü. NHN[12], 2,3 km und ca. 2,9 km².[10] Der Kleine Schlichembach entsteht auf etwa 835 m ü. NHN in einer Schlucht nördlich des Obernheimer Weilers Tanneck. Der Unterlauf ist Grenzbach zwischen Hausen am Tann und Ratshausen.
- (Waldhangbach), von links und Süden auf etwa 690 m ü. NHN, 1,2 km und ca. 0,8 km².[10] Entsteht am Nordosthang des Rainen (1006,4 m ü. NHN[11]) auf etwa 845 m ü. NHN.
- Passiert auf etwas unter 685 m ü. NHN den Ratshauser See links am Lauf etwa 800 Meter östlich des Ortsrandes von Ratshausen, 1,7 ha.
- (Waldhangbach), von links und Südwesten auf über 680 m ü. NHN etwa 500 Meter vor dem Ratshausener Ortsrand, 0,8 km und ca. 0,5 km².[10] Entsteht auf etwa 860 m ü. NHN am Nordostabhang des Ortenbergs (995,9 m ü. NHN[11]).
- Steinlegraben, von rechts und Nordosten auf 670 m ü. NHN[12] am oberen Ortsrand von Ratshausen, 1,2 km und ca. 0,2 km².[10] Entsteht auf etwa 830 m ü. NHN im Hangwald unterhalb der Ruine von Burg Plettenberg am Südsporn der gleichnamigen Hochfläche.
- Egertbächle, von links und Süden im östlichen Ratshausen, 1,3 km ca. 0,7 km².[10] Entsteht auf etwa 840 m ü. NHN am Nordhang des Ortenbergs.
- Wettebach, von links und Süden in Ratshausen, 1,9 km und ca. 0,8 km².[10] Die oberste Quelle entspringt auf etwa 855 m ü. NHN an der Grenze der Deilingener Wohnsiedlung auf dem Ortenberg-Westhang zum Hangwald.
- Talgraben, von rechts und Nordosten auf etwa 662 m ü. NHN in Ratshausen am Beginn eines Gewerbeareals, 0,9 km und ca. 0,6 km².[10] Entsteht auf etwa 765 m ü. NHN unterm Südwestsporn des Plettenbergs.
- Mittelbach, von links und Süden auf etwa 657 m ü. NHN über einen Mühlkanalrest am westlichen Ortsende von Ratshausen an der Brücke zur Gewerbezone, 3,1 km und ca. 1,8 km².[10] Entsteht auf etwa 835 m ü. NHN am Nordrand des Hauptteils von Deilingen.
- Holzingerberggraben, von rechts und Nordosten auf etwa 656 m ü. NHN nahe einem Feldkreuz etwas westlich von Ratshausen, 0,8 km und ca. 0,3 km².[10] Entsteht auf etwa 695 m ü. NHN im Wald nördlich der Industriezone, unbeständig bei dann bis doppelter Länge auf bis etwa 790 m ü. NHN unweit der Quelle des Talgrabens.
- Weilenbach, von links und Südwesten auf etwa 652 m ü. NHN an der Oberen Säge von Schömberg, 2,4 km und 2,0 km². Entsteht auf über 760 m ü. NHN am Waldrand im Süden über Weilen in den Rinnen. Mit fast ebenso großem linkem Unterlauf-Zufluss Brandbächle.
Von hier an fließt die Schlichem in nördliche bis nordwestliche Richtung.
- Hätzenbolgraben, von rechts und Ostnordosten auf knapp 650 m ü. NHN zwischen Schömberg-Obere Säge und Schömberg-Untere Säge, 1,6 km und 0,7 km². Entsteht auf etwa 775 m ü. NHN östlich des von ihm durchlaufenen Ulgen. Waldbach.
- Reisbruckgraben, von links und Südwesten wenige Schritte nach dem vorigen, 0,7 km und ca. 0,5 km².[10] Entsteht beständig auf etwa 664 m ü. NHN im Nordosten des Waldes Witthau, unbeständig mit dann etwa 0,9 km längerem Lauf am Rand einer zur Halblichtung überwachsenen alten Grube in dessen Südwesten auf fast 700 m ü. NHN.

- Fließt auf 643,8 m ü. NHN[2] in den fast 1,4 km langen, anfangs recht schmalen Stausee der Schlichemtalsperre ein, 10,4 ha, die sich bis an dessen Weiler Untere Säge vorbei bis an den Rand des Ortskerns von Schömberg selbst zieht.

Erddamm der Schlichemtalsperre

- Hölzlegraben, von rechts und Nordosten in den Stausee unterhalb der Unteren Säge, 1,2 km und ca. 0,8 km².[10] Entsteht auf etwa 695 m ü. NHN im Grahlehen. Größtenteils Waldbach.
- Scheubühlgraben, von links und Südwesten noch vor dem Schlichem-Viadukt über den See, 0,9 km und ca. 0,4 km².[10] Entsteht auf etwa 668 m ü. NHN im bewaldeten Teil des Bürgle.
- Räßentälebach, von links und Südwesten unterhalb des Viadukts in den See, 1,2 km und ca. 0,6 km².[10] Entsteht auf unter 680 m ü. NHN bei den Sportplätzen am Südrand von Schömberg.
Nach dem See geht die Schlichem auf Nordlauf.
- Galgenbühlgraben, von rechts und Nordosten auf etwa 623 m ü. NHN nach der Schlichembrücke der B 27, 2,1 km und 1,9 km². Entsteht auf etwa 685 m ü. NHN am Ostrand des Waldes um den Palmbühl (724,2 m ü. NHN[11]) zum Esch.
- Tiefer Sulzgraben, von rechts und Ostnordosten auf über 620 m ü. NHN an der Kläranlage von Dotternhausen, 1,1 km und rund 0,5 km².[10] Entsteht auf über 650 m ü. NHN in den alten Abbaugruben westlich des Zementwerks von Dotternhausen.
- Beidseits der Mündung des vorigen liegen zwei Weiher von zusammen 1,0 ha rechts der Schlichem.
- (Klingenwaldbach), von links und Südwesten auf etwa 613 m ü. NHN gegenüber von Dormettingen über der rechten Talhöhe, 1,1 km und ca. 0,9 km².[10] Entspringt der Fließquelle Schönhagerlochbrunnen auf etwa 660 m ü. NHN im Hungerbühl nahe dem Schömberger Berghof.
Wenig unterhalb wechselt die Schlichem auf Nordwestlauf.
- Erlenwiesengraben, von links und Südwesten auf knapp 600 m ü. NHN am Ostrand von Dautmergen, 1,7 km und 2,2 km². Entsteht auf über 645 m ü. NHN im Teufental.
- Sulzgraben, von links und Westsüdwesten auf rund 595 m ü. NHN in Dautmergen, 1,0 km und ca. 0,5 km².[10] Entsteht auf meist unter 635 m ü. NHN südöstlich von Rosenfeld-Täbingen nahe der Römerstraße.
- Hohler Graben, von rechts und Nordosten auf etwa 490 m ü. NHN im abwärtigen Dautmergen, 1,2 km und ca. 0,9 km².[8] Entsteht auf etwa 644 m ü. NHN zwischen Hülen und Hohem Rain.
- Weiherbach, von links und Südwesten in die Schlichem selbst auf 588,6 m ü. NHN[12] wenig oberhalb der Brücke der K 7170 von Täbingen nach Balingen-Erzingen, 2,3 km und 2,0 km². Entsteht auf etwa 652 m ü. NHN im Lützelfeld am Nordrand der Gemarkung von Zimmern unter der Burg.
- Golterngraben, von rechts und Nordosten eben noch vor der Kreisstraßenbrücke in den abgezweigten Mühlgraben zur Fischersmühle bei Täbingen, 2,3 km und ca. 1,5 km².[10] Entfließt auf etwa 672 m ü. NHN dem unteren von zwei Teichen am Rand des Hart.
- Erlenbach, von rechts und Ostnordosten auf 571,6 m ü. NHN[12] zwischen Micheles- und Brestneckermühle von Rosenfeld, 3,5 km und 6,5 km². Entsteht auf etwa 640 m ü. NHN am Seehof von Rosenfeld.
Hier knickt die Schlichem auf Westlauf.
- Heimbach, von rechts und Norden auf etwa 558 m ü. NHN etwa einen halben Kilometer östlich von Dietingen-Rotenzimmern, 2,0 km und 1,9 km². Der längere linke Oberlauf entsteht auf etwa 670 m ü. NHN am Nordrand der Rodungsinsel um den Bettenberger Hof von Dietingen.
- Waldenbach, von links und Südsüdosten auf unter 555 m ü. NHN in Rotenzimmern, 1,9 km und 2,2 km². Entsteht auf etwa 675 m ü. NHN wenig vor der Südspitze des Klingenwaldes am Rotenzimmerner Königsrain. Landschaftsschutzgebiet Waldenbachtal im Tal.
- Augraben, von rechts und Norden auf etwa 550 m ü. NHN nahe einem Feldkreuz zwischen Rotenzimmern und Böhringen, 2,5 km und 1,4 km². Entsteht auf wenig über 640 m ü. NHN nördlich des Bettenbergs neben dem Hartweg. Größtenteils Waldklingenbach. Durchfließt den angestauten, 0,6 ha großen Waldsee.
- Schwarzenbach, von links und Südosten auf 533,9 m ü. NHN[12] unterhalb von Böhringen gegenüber der Kläranlage von Dietingen, 13,8 km[3] und 26,8 km².[4] Entsteht auf etwa 702 m ü. NHN etwa einen halben Kilometer nördlich des Ortsrandes von Schömberg-Schörzingen in einer kleinen, lockeren Waldinsel.
- (Abfluss des Egelsees), von rechts und Norden auf etwa 525 m ü. NHN im Naturschutzgebiet Schlichemtal in den rechten Triebwerkskanal zur Ramsteiner Mühle von Epfendorf, 1,5 km und ca. 1,1 km².[10] Entsteht auf etwa 574 m ü. NHN etwas westlich des Egelsees, den das Gewässer dann durchläuft.

Mündung der Schlichem von rechts und Osten auf etwa 484 m ü. NHN gegenüber dem südlichen Epfendorf in den oberen Neckar. Der Fluss ist 34,0 km lang und hat ein 108,8 km² großes Einzugsgebiet.

## Schutzgebiete
Zwischen der Bundesautobahn 81 im Osten und ihrer Mündung in den Neckar im Westen erstreckt sich das Europäische Vogelschutzgebiet und Naturschutzgebiet Schlichemtal. Außerdem fließt die Schlichem bis Ratshausen durch das Vogelschutzgebiet Südwestalb und Oberes Donautal.
Zwei FFH-Gebiete haben Anteile am Schlichemtal: Zwischen Tieringen und Hausen am Tann das FFH-Gebiet Östlicher Großer Heuberg und zwischen Dautmergen und der Mündung das FFH-Gebiet Neckartal zwischen Rottweil und Sulz.
Auf ihrem Weg zum Neckar durchfließt die Schlichem außerdem vier Landschaftsschutzgebiete:
- Sie entspringt im Landschaftsschutzgebiet Großer Heuberg.
- Bei Schömberg durchquert sie das Gebiet Schömberger Stausee mit Palmbühl.
- Kurz vor Rotenzimmern liegt das Gebiet Schlichemtal östlich von Rotenzimmern.
- Zwischen Rotenzimmern und Böhringen wurde 2003 das Gebiet Schlichemaue zwischen Rotenzimmern und Böhringen ausgewiesen.

## Tourismus

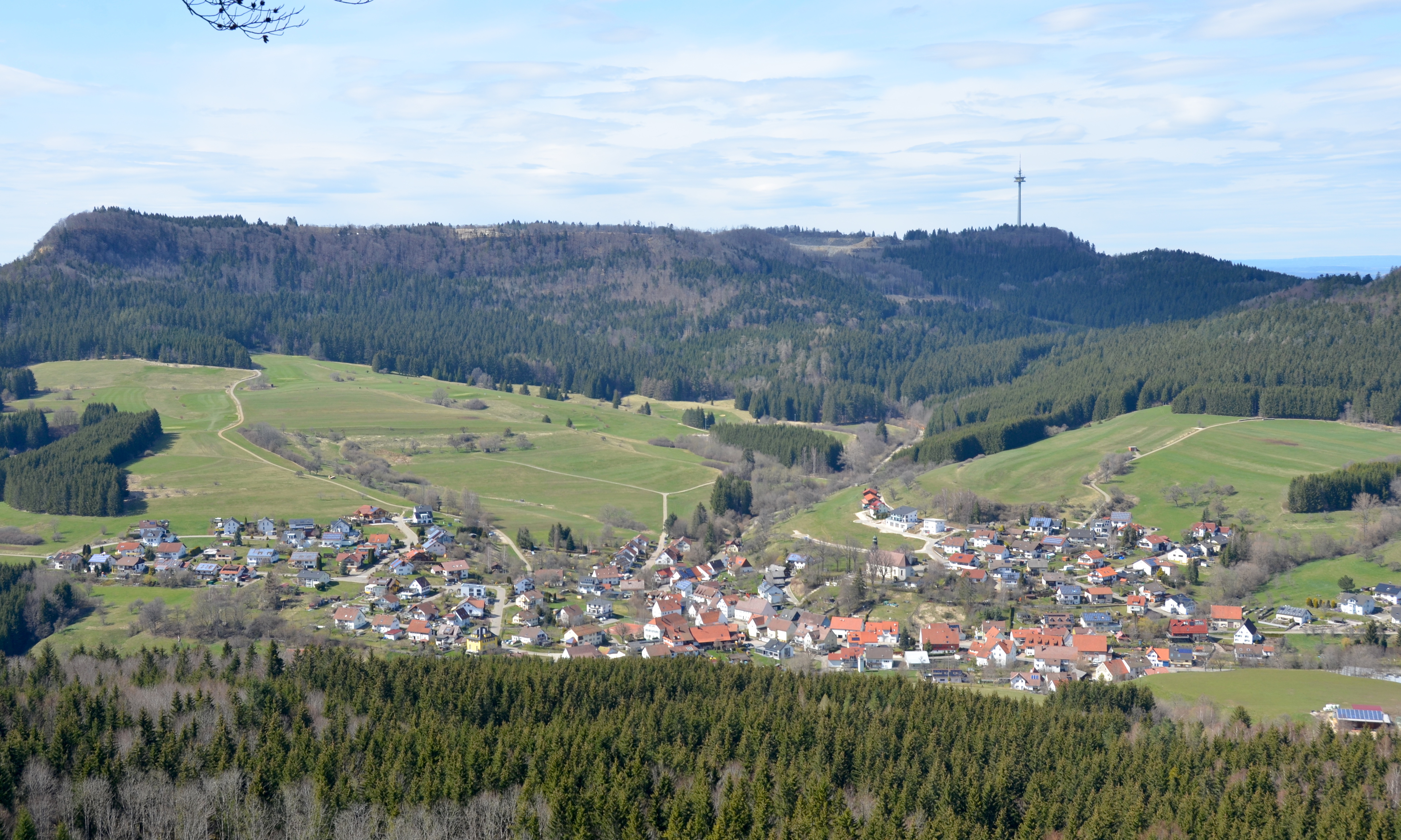
Das Tal der Schlichem bei Hausen am Tann

Nach der Schlichem wurde auch das Naherholungsgebiet Oberes Schlichemtal rund um Schömberg benannt. Der Schlichemwanderweg führt von der Quelle bis zur Mündung und wurde im April 2014 eingeweiht.
Seit 2015 verkehrt an Sonn- und Feiertagen zwischen dem 1. Mai und Mitte Oktober (Sommersaison) die Buslinie 337 als Schlichem-WanderBus. Beginnend in Balingen führt die Linie über den Lochenpass nach Tieringen und bedient anschließend sämtliche Orte am Schlichemwanderweg bis Epfendorf. Drei Fahrtenpaare des Schlichem-WanderBus verkehren an diesen Tagen.
Ebenfalls an Sonn- und Feiertagen in der Sommersaison stellt das Rad-Wander-Shuttle auf der Bahnstrecke Balingen–Rottweil mehrere Verbindungen zwischen Balingen und Schömberg her. Seit 2015 ermöglicht ein Frühzug Ganztagesausflüge.